# Janneke de Vries

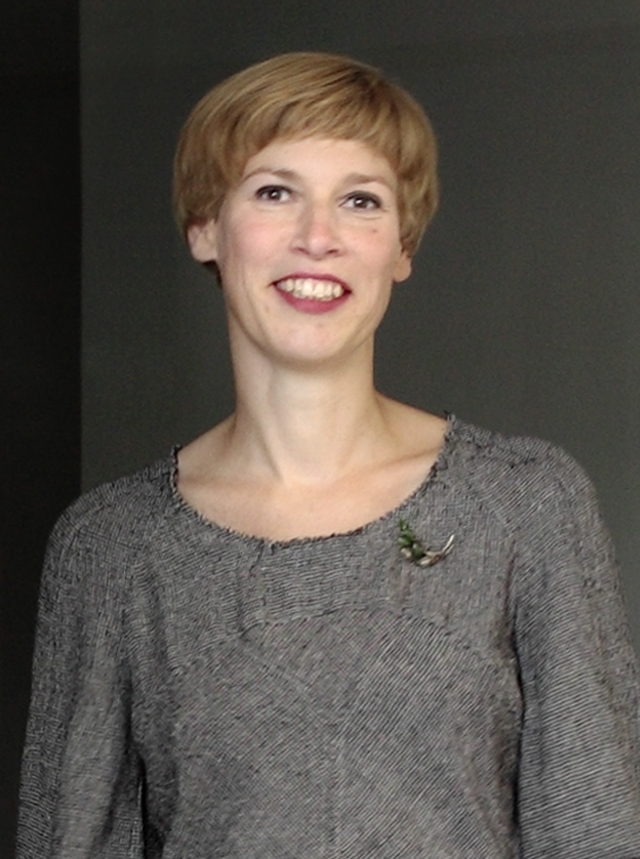
Janneke de Vries (2010)

Janneke de Vries (* 1968 in Weener, Ostfriesland) ist eine deutsche Kunsthistorikerin und Kuratorin.

## Leben
Janneke de Vries ist im Rheiderland geboren und in Leer aufgewachsen. Nach dem Abitur studierte sie Kunstgeschichte, Neuere Deutsche Literaturgeschichte und Europäische Ethnologie an den Universitäten Marburg und Hamburg. Ihre Magisterarbeit schrieb de Vries beim Hamburger Kunsthistoriker Wolfgang Kemp über den Schatten im Werk von Christian Boltanski.
Nach einer Aussage von Janneke de Vries ist ein Impuls für ihre berufliche Tätigkeiten in der Kunst von der aus dem Jahr 1981 stammenden Skulpturengruppe Plötzlich diese Übersicht des Künstlerduos Peter Fischli und David Weiss ausgegangen. Bereits während des Studiums war Janneke de Vries freie Mitarbeiterin am MMK Museum für Moderne Kunst in Frankfurt am Main und veröffentlichte als Kunstkritikerin in der Frankfurter Rundschau sowie in den Magazinen artist (Bremen) und Bildende Kunst. Von 1999 bis 2003 war de Vries als Chefredakteurin des regionalen Kunstmagazins artkaleidoscope in Frankfurt am Main tätig.
Nach freien kuratorischen Projekten und einer Tätigkeit als wissenschaftliche Mitarbeiterin von Yilmaz Dziewior im Kunstverein in Hamburg übernahm Janneke de Vries im Jahr 2006 die Leitung des Kunstvereins Braunschweig. Zwischen 2008 und 2018 war sie Direktorin der GAK Gesellschaft für Aktuelle Kunst in Bremen und freie Kritikerin u. a. bei den Kunstmagazinen artist und Texte zur Kunst. Seit 2018 leitet sie die Weserburg Museum für moderne Kunst in Bremen.

## Kuratierte Ausstellungen (Auswahl)

### GAK Gesellschaft für Aktuelle Kunst, Bremen
- 2014:
  - Koenraad Dedobbeleer. A Quarrel In a Faraway Country Between People of Whom We Know Nothing. Einzelausstellung
  - Nina Hoffmann. Ich brauche wenig Wirklichkeit. Einzelausstellung
  - Peles Empire. EVER BUILD. Einzelausstellung
- 2013:
  - Girls Can Tell Gruppenausstellung
  - Sanya Kantarovsky. You Are Not an Evening. Einzelausstellung
- 2012:
  - Vlassis Caniaris. Einzelausstellung
  - Beyond Words Gruppenausstellung, gemeinsam mit Yvonne Bialek
  - Mariechen Danz. Cube Cell Stage. Einzelausstellung
- 2011:
  - Cathy Wilkes. Einzelausstellung
  - Julien Bismuth. The Ventriloquism Aftereffect. Einzelausstellung
- 2010:
  - Shannon Bool. The Inverted Harem I. Einzelausstellung
  - Kate Newby. Crawl out your window. Einzelausstellung
  - An einem schönen Morgen des Monats Mai… Gruppenausstellung, gemeinsam mit Imke Itzen
  - Sarah Ortmeyer. NAVY ROYAL. Einzelausstellung
- 2009:
  - Matt Mullican. City As A Map (Of Ideas). Einzelausstellung
  - Space Revised #1. Friendly Takeovers. Gruppenausstellung, Space Revised: Ausstellungskooperation mit Künstlerhaus Bremen, Halle für Kunst Lüneburg u. Kunstverein Harburger Bahnhof
  - Kathrin Sonntag. Superkalifragilistigexpialigetik. Einzelausstellung
- 2008:
  - John Stezaker. Fumetti. Einzelausstellung
  - FOS. Memory Theatre Twig! Einzelausstellung

### Kunstverein Braunschweig
- 2007
  - Till Krause. Lower Saxony. Einzelausstellung
  - Mark Wallinger. Einzelausstellung
  - Um-Kehrungen. Gruppenausstellung.
  - Claire Barclay. Fault on the Right Side, Einzelausstellung

## Veröffentlichungen (Auswahl)

### Autorin
- Girls can tell. Women even better. In: Janneke de Vries (Hrsg.): Girls can tell. Katalog Katalog GAK Gesellschaft für Aktuelle Kunst Bremen. Textem, Hamburg 2014, ISBN 978-3-86485-083-7
- Where all the trouble comes from. In: Janneke de Vries (Hrsg.): Mariechen Danz. Cube Cell Stage. Katalog GAK Gesellschaft für Aktuelle Kunst Bremen. Distanz, Berlin 2014, ISBN 978-3-942405-86-7
- Pamela Anderson war nie in Anatolien. Kontextverschiebungen und tanzende Bewegungen bei Shannon Bool. In: Sophie Kaplan, Christina Vergh und Janneke de Vries (Hrsg.): Shannon Bool. Inverted Harem. Katalog Bonner Kunstverein Braunschweig/CRAC Alsace und GAK Gesellschaft für Aktuelle Kunst. Distanz, Berlin 2011, ISBN 978-3-942405-61-4
- Die Summe der Fehler im Detail. In: Katalog Christian Haake. Camere, Bremen 2010.
- Das Auge des Sammlers. In: Janneke de Vries (Hrsg.): Um-Kehrungen. Katalog Kunstverein Braunschweig. Kehrer, Heidelberg 2008, ISBN 3-939583-56-1
- Das gewusste Unsichtbare. In: Janneke de Vries u. Madeleine Schuppli (Hrsg.): Mark Wallinger. Katalog Kunstverein Braunschweig/Kunsthaus Aarau. Ringier, Zürich 2008, ISBN 978-3-905829-78-5
- Die Avantgarde ist tot. Es lebe die Avantgarde. In: Stefanie Heraeus (Hrsg.): Neuer Konstruktivismus. Katalog Bielefelder Kunstverein. Kerber, Bielefeld/Leipzig 2007, ISBN 978-3-86678-083-5
- The Ornaments of Anatomy. In: Yilmaz Dziewior (Hrsg.): Robert Kusmirowski. Katalog Kunstverein in Hamburg. Hatje Cantz, Ostfildern 2006, ISBN 978-3-7757-1758-8
- Carol Bove. Übersetzungen. In: Yilmaz Dziewior (Hrsg.): Formalismus. Moderne Kunst, heute. Katalog Kunstverein in Hamburg. Hatje Cantz, Ostfildern 2005, ISBN 3-7757-1578-9

### Herausgeberin
- Kathrin Sonntag. Superkalifragilistigexpialigetik. Katalog GAK Gesellschaft für Aktuelle Kunst Bremen. Argobooks, Berlin 2010, ISBN 978-3-941560-39-0
- Space Revised #1-4. Katalog GAK Gesellschaft für Aktuelle Kunst Bremen / Künstlerhaus Bremen / Halle für Kunst Lüneburg / Kunstverein Harburger Bahnhof. Gemeinsam mit Eva Birkenstock, Stefanie Böttcher, Hannes Loichinger, Britta Peters, Tim Voss. Argobooks, Berlin 2008, ISBN 978-3-941560-37-6
- Cezary Bodzianowski. Maybe. Katalog GAK Gesellschaft für Aktuelle Kunst. Bremen 2008
- FOS. Memory Theatre Twig! Katalog GAK Gesellschaft für Aktuelle Kunst, Bremen 2008
- Mark Wallinger. Gemeinsam mit Madeleine Schuppli. Katalog Kunstverein Braunschweig/Kunsthaus Aarau. Ringier, Zürich 2008, ISBN 978-3-905829-78-5
- Um-Kehrungen. Katalog Kunstverein Braunschweig. Kehrer, Heidelberg 2008, ISBN 3-939583-56-1.
- Wade Guyton. Color, Power & Style. Gemeinsam mit Yilmaz Dziewior. Katalog Kunstverein in Hamburg, Buchhandlung Walther König, Köln 2006, ISBN 978-3-86560-089-9.